# Zelena, Volociîsk
Zelena (în ucraineană Зелена) este o comună în raionul Volociîsk, regiunea Hmelnîțkîi, Ucraina, formată numai din satul de reședință.

## Demografie
Componența lingvistică a comunei Zelena
     Ucraineană (99,68%)
     Alte limbi (0,32%)
Conform recensământului din 2001, majoritatea populației comunei Zelena era vorbitoare de ucraineană (99,68%), existând în minoritate și vorbitori de alte limbi.